# Џора Мормонт
Џора Мормонт (енгл. Jorah Mormont) је измишљени лик из серије епско фантастичних романа Песма леда и ватре америчког аутора Џорџа Р. Р. Мартина и њене телевизијске адаптације Игра престола.
Представљен у роману Игра престола (1996), Џора је витез у изгнанству, осрамоћени бивши господар Медвеђег острва и једини син Џиора Мормонта, часног лорда команданта Ноћне страже. Џора се касније појавио у романима Судар краљева (1998), Олуја мачева (2000) и Плес са змајевима (2011). Након бекства из Вестероса, Џора се заклиње на верност Денерис Таргарјен и током романа и телевизијске серије постаје њен најближи и најоданији пратилац. Џорина страствена, али неузвраћена љубав према Денерис је централна за причу лика и у романима и у ТВ серији. Приказан је као вешт ратник чије се познавање народа и обичаја Есоса показује непроцењивим за Денерисина путовања.
Џору је тумачио шкотски глумац Ијан Глен у HBO-овој телевизијској адаптацији.